# Rana pretiosa
Rana pretiosa es una especie de anfibio anuro de la familia Ranidae.

## Distribución geográfica
Esta especie se encuentra entre los 20 y 1570 m sobre el nivel del mar en el oeste de América del Norte, habita en:
- los Estados Unidos, en el oeste de Oregón, el oeste de Washington y el extremo norte de California;
- Canadá, en el extremo sur de Columbia Británica, en el valle de Fraser.[3]

## Descripción
Rana pretiosa mide de 40 a 100 mm (las hembras son significativamente más grandes que los machos). Su color varía de verde a marrón rojizo con manchas negras en la cabeza y el dorso.

## Publicación original
- Baird & Girard, 1853 : Communication, on behalf of Prof. Baird and himself, upon a species of frog, and another of toad, which they had recently described from specimens in the Herpetological Collections of the U.S. Exploring Expedition. Proceedings of the Academy of Natural Sciences of Philadelphia, vol. 6, p. 378-379[4]